# Songajsko Carstvo
Songajsko Carstvo jedno je od najvećih carstava 16. stoljeća u zapadnoj Africi. Usmena predaja kazuje da je Songajsko kraljevstvo u 7. stoljeću osnovao al-Yaman, kršćanin, no u 11.stoljeću njegovi vladari su prešli na islam. U 14. stoljeću Songajskim kraljevstvom vladalo je Malijsko Carstvo, no 1464. ratnički kralj imenom Sonni Ali pobunio se i zauzeo glavni grad Malija Timbuktu te je tako Songaj ponovo postao nezavisan. Songajsko Carstvo nastavilo je potom povećavati svoje bogatstvo i moć sve dok unutarnje podjele uz marokansku invaziju nisu dovele ovo carstvo do propasti 1591.

### Granice carstva
Songajsko Carstvo bilo je na vrhuncu od 1464. do 1591. godine, a u početku je zauzimalo istu površinu kao i prethodno zapadnoafričko Malijsko Carstvo. Glavni grad Songaja bio je Gao i otuda se širio prema istoku zauzimajući teritorije država Hausa u današnjoj Nigeriji.

## Songajski vladari
Dva najveća songajska vladara bili su Sonni Ali (1464-1528). Nakon što je Sonni Ali utemeljio Songajsko Carstvo nizom osvajačkih pohoda, Muhamed ga učvrstio i proširio.

### Askia Muhamed
Kad je Sonni Ali umro 1492. godine, naslijedio ga je njegov sin Sonni Baare. Međutim, Baare je bio slab vladar i 1493. svrgnuo ga je Askia Muhamed, bivši general u vojsci Sonnia Alia. Muhamed je proširio carstvo do njegovih najvećih granica i kontrolirao trgovačke putove u sjevernoj Africi. Utemeljio je učinkovitu upravu i sve što je stekao zaštitio stalnom vojskom i flotom ratnih kanua.

## Transsaharska trgovina
Iz trgovačkih središta u Songajskom Carstvu, kao što je Walata, grad u oazi, roba je pustinjom Saharom putovala na karavanama deva do zemalja na sjeveru Afrike, osobito u Maroko, Alžir i Libiju. Odande je put mogla nastaviti prema Europi, Arabiji i Kini.
- Trgovačka roba

Afrika je oduvijek bila bogata prirodnim bogastvima, kao što su bakar, sol i zlato. Bogastvo Songajskog Carstva temeljilo se na trgovini zlatom s Arabijom i Europom. Songajski trgovci trgovali su i s drugim domaće uzgojenim proizvodima kao što su smokve, datulje, kola orasi (stimulans) i bjelokost. Zauzvrat su kupovali lončariju, svilu, biserje i kauri školjke.
- Rijeka Niger

Rijeka Niger prolazila je Songajskim Carstvom u smjeru istok - zapad. Imala je presudnu ulogu u usponu carstva, kao i u vrijeme dominacije Malijskog Carstva u razdoblju od 12. do 15. stoljeća. Trgovci su posjedovali flote kanua za prijevoz robe između različitih trgovačkih središta duž rijeke Niger, primjerice Djenné, Tombouctou i Gao.

## Religija i obrazovanje
Songaj se ponosio velikim učenjacima, među kojima je bio i Ahmad Baba (r. 1556.) koji je napisao više od 50 knjiga o islamskoj tradiciji i opsežan rječnik. Najvažnije religijsko i obrazovno središte u ovom carstvu bio je Timbuktu (Tombouctou).
- Timbuktu

Poznat kao "sveti grad" Sudana, Timbuktu je imao tri velike džamije: Jingereber, Sidi Yahya i Sankore u kojima su se nalazile veličanstvene kopije Kurana. Imao je i sveučilište te 180 škola.

### Pad carstva
Marokanci su željeli kontrolirati izvore zapadnoafričkog zlata. Godine 1591. marokanski sultan Ahmad al-Mansur (1578-1603) poslao je veliku vojsku da zauzme Songajsko Carstvo. Marokanci su zauzeli Timbuktu kojim su vladali više od sto godina. Ubrzo nakon toga Maroko je preuzeo i ostatak carstva.

## Vremenska tablica
| Godina | Povijesna zbivanja                                                                          |
| ------ | ------------------------------------------------------------------------------------------- |
| 1464.  | Sonni Ali osvaja Timbuktu, nekoć središte Malijskog Carstva.                                |
| 1473.  | Sonni Ali osvaja trgovački grad Djenné.                                                     |
| 1492.  | Sonni Baare, sin Sonnia Alia, odbija preobratiti se na islam.                               |
| 1493.  | Građanski rat; Sonnia Baarea svrgava s vlasti musliman Askia Muhamed.                       |
| 1496.  | Askia Muhamed hodočasti u Meku.                                                             |
| 1528.  | Askiu Muhameda svrgava s vlasti njegov stariji sin Musa.                                    |
| 1588.  | U vrijeme borbe Asijinih nasljednika za nasljeđe, izbija građanski rat.                     |
| 1591.  | Marokanska vojska nanosi poraz songajskoj vojsci u bitki kod Tondibe nedaleko od grada Gaa. |

## Vanjske poveznice
The Story of Africa: Songhay
Sestrinski projekti
|  | Zajednički poslužitelj ima još gradiva o temi Songajsko Carstvo |